# Isabella Springmuhl Tejada
Isabella Springmuhl Tejada (Guatemala, 23 de febrero de 1997) es una diseñadora de moda guatemalteca. Es la primera diseñadora de moda con síndrome de Down. Sus diseños fueron exhibidos en el International Fashion Showcase de la Semana de Moda del Londres en 2016. En el mismo año fue elegida en la lista 100 mujeres de la BBC.

## Biografía
Isabella es la más joven de cuatro hermanos, su abuela materna fue una talentosa diseñadora relevante. Ella mostró talento desde niña dibujando y haciendo ropa para sus muñecas. Al concluir el bachillerato en Ciencias y Letras, aplicó para estudiar moda pero fue rechazada debido a su síndrome de Down. Finalmente fue admitida en un centro escolar.

## Estilo
Los diseños de Tejada está influido por folklore guatemalteco, ha trabajado con numeroso indígenas artistas guatemaltecos. Hace accesorios, carteras, ponchos y vestidos, inspirados en la cultura de su país. Sus diseños son típicamente vibrantes, con el bordado floral colorido que utiliza el guatemalteco en sus textiles.
También ha diseñado ropa especialmente para personas con su condición, a través de su marca de ropa Down to Xjabelle.
La BBC dice de sus diseños: «Ella tiene su proceso de diseño único propio: empieza con la vendimia en la cual elige textiles auténticos guatemaltecos de Antigua, los cuales los lleva a su taller/estudio dónde los trabaja una costurera y un experto en bordados, todo según las especificaciones de Isabella».
En 2015, fue invitada para exhibir su trabajo en el Museo Ixchel del traje indígena, desde entonces ha crecido en popularidad, y sus diseños estuvieron mostrados en Panamá. En 2016 sus vestidos estuvieron exhibidos en el segmento de Escaparate de Moda Internacional de Semana de Moda del Londres. En octubre de 2016 fue invitada a Roma para exhibir sus diseños.
Por su contribución a la moda y trabajo, a pesar de su condición, fue elegida una de la BBC 100 Mujeres en 2016.